# Oßling
Oßling (tiếng Sorbia: Wóslink) là một đô thị ở huyện of Bautzen, in Sachsen, Đức. Đô thị Oßling có diện tích 43,58 km², dân số thời điểm ngày 31 tháng 12 năm 2006 là 2576 người.